# Laski na Broadwayu
Laski na Broadwayu (ang. Babes on Broadway) – amerykański musical z 1941 z Judy Garland i Mickeyem Rooneyem.

## Obsada
- Mickey Rooney – Tommy Williams
- Judy Garland – Penny Morris
- Fay Bainter – Panna 'Jonesy' Jones
- Virginia Weidler – Barbara Josephine 'Jo' Conway
- Ray McDonald – Ray Lambert
- Richard Quine – Morton 'Hammy' Hammond
- Donald Meek – Pan Stone
- Alexander Woollcott – On Sam
- Luis Alberni – Nick
- James Gleason – Thornton Reed
- Emma Dunn – Pani Williams
- Anne Rooney – Jenny
- Donna Reed – Sekretarka Jonesy'a
- Margaret O’Brien – Maxine
- Ava Gardner – Dziewczynka